# U.S. Highway 78
Der U.S. Highway 78 (kurz US 78) ist ein United States Highway in den Vereinigten Staaten. Er verläuft in West-Ost-Richtung durch die Bundesstaaten Arkansas, Tennessee, Mississippi, Alabama, Georgia und South Carolina auf einer Strecke von etwa 1151 Kilometern. Die Endpunkte liegen im Westen in Cash in Arkansas und im Osten in Charleston in South Carolina.

## Verlauf

### Arkansas
Der U.S. Highway 78 beginnt in Cash, Arkansas und führt nach Memphis, Tennessee.

### Tennessee
In Tennessee führt der Streckenverlauf durch Memphis und verlässt das Staatsgebiet in Richtung Olive Branch, Mississippi.
Vor November 2023, vor der westlichen Erweiterung, war der frühere westliche Endpunkt des Highways an der US 64/US 70/US 79 (Second Street) in Memphis, Tennessee.

### Mississippi
In Mississippi ist die 78 durchgängig ein Freeway. Der Highway verläuft durch den nordöstlichen, ländlichen Teil des Bundesstaates – ab der Kreuzung mit der Interstate 269 bei Byhalia bis zur Staatsgrenze mit Alabama deckungsgleich mit der Interstate 22. Sie verbindet mehrere Bevölkerungszentren miteinander und führt auch durch Tupelo, den Geburtsort von Elvis Presley.

### Alabama
In Alabama ist der Highway 78 eine wichtige Ost-West-Verbindung durch den zentralen Teil des Bundesstaates. Die gemeinsame Streckenführung mit der Interstate 22 bis Graysville wird bis beibehalten. Die Route verläuft anschließend bis zum südlich gelegenen Birmingham, wo sie dann überwiegend parallel zur Interstate 20 geführt ist, auf kurzen Abschnitten aber auch deckungsgleich ist. Fruithurst ist die letzte Gemeinde in Alabama, bevor kurz darauf die Staatsgrenze nach Georgia überschritte wird.

### Georgia
Über das Haralson County führt der Highway 78 in den Bundesstaat Georgia und dort als erstes in die Stadt Tallapoosa sowie später durch die Haupt- und größte Stadt Atlanta. Auf diesem Teilstück ist der Verlauf weiterhin grundsätzlich parallel zur Interstate 20. Anschließend geht es weiter ostwärts nach Athens und dann nach Augusta an der Staatsgrenze zu South Carolina.

### South Carolina
Der Highway 78 ist die direkte Straßenverbindung zwischen Augusta und dem Endpunkt Charleston und führt durch das South Carolina Lowcountry.